# Décès en avril 2006
Décès
- 2002
- 2003
- 2004
- 2005
- 2006
- 2007
- 2008
- 2009
- 2010

Pour une information complémentaire, voir la page d'aide.

| Date          | Nom                             | Activités | Âge      | Source |
| ------------- | ------------------------------- | --- | -------- | ------ |
| 1er avril     | In Tam                          | homme politique cambodgien. Premier ministre en 1973 | 84       |        |
| 1er avril     | Jean-Marc Tisserant             | écrivain français | 64       |        |
| 3 avril       | Thomas J. Abercrombie (en)      | Grand reporter photographe de la revue National Geographic | 75       |        |
| 3 avril       | Mohammed al-Maghout             | écrivain et dramaturge syrien | 72       |        |
| 4 avril       | Gray Gray                       | acteur américain | 69       |        |
| 4 avril       | Frédérique Huydts               | actrice allemande | 38       |        |
| 4 avril       | Robert Zimmermann               | coureur cycliste suisse | 93       |        |
| 5 avril       | Abdel-Salam Al-Ujayli           | écrivain et poète syrien | 88       |        |
| 5 avril       | Alain de Boissieu               | général et gendre du général De Gaulle | 91       |        |
| 5 avril       | Pasquale Macchi                 | homme d'Église italien. Secrétaire particulier du pape Paul VI de 1954 à 1978.                                                                                          | 82       |        |
| 5 avril       | Gene Pitney                     | chanteur américain | 65       |        |
| 5 avril       | Lucie Péré-Pucheu               | centenaire française. 11e personne la plus âgée du monde. | 112      |        |
| 7 avril       | Eugène Abautret                 | Footballeur français. | 81       |        |
| 7 avril       | Louis Arnoux                    | peintre français | 92       |        |
| 8 avril       | Gerard Reve                     | écrivain néerlandais | 82       |        |
| 9 avril       | Georges Rawiri                  | homme politique gabonais. Ministre des Affaires étrangères de 1971 à 1974. Président du Sénat de 1997 à 2006.                                                           | 74       |        |
| 10 avril      | Claude Esteban                  | poète français | 70       |        |
| 10 avril      | Mohamed Fitouri                 | homme politique tunisien. Ministre des Affaires étrangères de 1977 à 1980                                                                                               | 93       |        |
| 10 avril      | Bonaya Godana (en)              | homme politique kényan. Ministre des Affaires étrangères de 1998 à 2001.                                                                                                | 54       |        |
| 10 avril      | Jean Grosjean                   | écrivain français | 93       |        |
| 11 avril      | Raymond Battiston               | Footballeur français | 81       |        |
| 11 avril      | Proof                           | rappeur américain | 30       |        |
| 11 avril      | June Pointer                    | chanteuse américaine membre fondatrice du groupe The Pointer Sisters | 52       |        |
| 11 avril      | Daniel Rialet                   | acteur français | 46       |        |
| 11 avril      | Shin Sang-ok                    | réalisateur et producteur sud-coréen | 79       |        |
| 11 avril      | Pierre Tabatoni                 | juriste français | 83       |        |
| 12 avril      | Kazuo Kuroki                    | réalisateur japonais | 75       |        |
| 12 avril      | Rajkumar                        | chanteur et acteur indien | 76       | (en)   |
| 13 avril      | Pierre Bettencourt              | écrivain, poète, éditeur, voyageur et peintre français | 88       |        |
| 13 avril      | René Chazelle                   | homme politique français. Sénateur de la Haute-Loire de 1974 à 1983. | 88       |        |
| 13 avril      | Raúl Quijano (en)               | homme politique argentin. Ministre des Affaires étrangères en 1976. | ?        |        |
| 13 avril      | Muriel Spark                    | écrivaine britannique | 88       |        |
| 16 avril      | Francisco Adam                  | acteur portugais | 22       |        |
| 16 avril      | Philippe Castelli               | acteur français | 80       |        |
| 16 avril      | Mohamed Saban Nour              | diplomate somalien. Ambassadeur de la Somalie à Djibouti depuis mars 2003.                                                                                              | 68       |        |
| 16 avril      | Dan Schaefer (en)               | homme politique américain. Représentant du Colorado de 1983 à 1999. | 70       |        |
| 16 avril      | Georges Stuber                  | joueur de football suisse | 80       |        |
| 17 avril      | Jean Bernard                    | médecin français | 98       |        |
| 17 avril      | Scott Brazil (en)               | réalisateur américain | 50       |        |
| 17 avril      | Marie-France Stirbois           | femme politique française | 61       |        |
| 18 avril      | Bernard Delvaille               | poète français | 74       |        |
| 18 avril      | Henri Duparc                    | réalisateur ivoirien | 64       |        |
| 18 avril      | Maurice de Gandillac            | philosophe français | 100      |        |
| 18 avril      | Marie-France Stirbois           | femme politique française, membre du Front national | 62       |        |
| 19 avril      | Albert Scott Crossfield         | aviateur américain | 84       |        |
| 19 avril      | Jo de Haan                      | coureur cycliste néerlandais | 69       |        |
| 19 avril      | Ellen Kuzwayo                   | auteur sud-africaine, leader des droits des femmes et de la lutte contre l'apartheid                                                                                    | 91       |        |
| 20 avril      | Jeanne Schneider                | criminelle française | 66       |        |
| 20 avril      | Sylvia de Leur (nl)             | actrice néerlandaise | 72       |        |
| 21 avril      | John B. Fenn                    | professeur de chimie américain, prix Nobel de chimie en 2002 | 88       |        |
| 21 avril      | René Girault                    | prêtre et théologien français | 90       |        |
| 21 avril      | Jean-Pierre Le Roch             | homme d'affaires français | 76       |        |
| 21 avril      | Telê Santana da Silva           | footballeur, puis entraîneur de football brésilien | 74       |        |
| 22 avril      | Alida Valli                     | actrice italienne | 84       |        |
| 23 avril      | Abdeslam Chraïbi                | acteur et dramaturge marocain | 70       |        |
| 23 avril      | Boris Fraenkel                  | homme politique français | 85       |        |
| 23 avril      | Daniel Guérard                  | chanteur, comédien et animateur de radio québécois | 62       |        |
| 23 avril      | Dieter Hubertus Zeisler         | diplomate et homme politique allemand. Ambassadeur d'Allemagne à Madagascar depuis juillet 2003.                                                                        | 59       |        |
| 24 avril      | Erik Bergman                    | compositeur finlandais | 94       |        |
| 24 avril      | Bonnie Owens                    | chanteuse américaine | 76       |        |
| 24 avril      | Vincent de Swarte               | écrivain français | 43       |        |
| 25 avril      | Jane Jacobs                     | urbaniste et écrivaine américaine | 89       |        |
| 26 avril      | Ali Ekber Çiçek                 | auteur-compositeur-interprète et joueur de saz turc. | 70 ou 71 | (tr)   |
| 26 avril      | Youval Néeman                   | professeur et homme politique israélien. Ministre des Sciences, des Technologies et de l'Énergie de 1977 à 1984.                                                        | 81       |        |
| 27 avril      | Gösta Sandberg                  | Footballeur international suédois. | 73       |        |
| 27 avril      | Alexander Trowbridge            | homme politique américain. Secrétaire d'État au Commerce de 1967 à 1968.                                                                                                | 76       |        |
| 28 avril      | Julia Thorne (en)               | auteur américaine. Ancienne épouse du sénateur John Kerry. | 61       |        |
| 29 avril      | Ahmed Akobi                     | avocat et homme politique béninois. Ministre des Travaux publics et des Transports de 2003 à 2005. Directeur de Cabinet du président Boni Yayi depuis le 12 avril 2006. | 39       |        |
| 29 avril      | John Kenneth Galbraith          | économiste américain | 97       |        |
| 29 avril      | Jacqueline Roumeguère-Eberhardt | anthropologue française | 78       |        |
| 29 avril      | Félix Siby                      | homme politique gabonais | 64       |        |
| 30 avril      | Barry Driscoll                  | peintre et sculpteur britannique | 79       |        |
| 30 avril      | Jean-François Revel             | philosophe, écrivain et journaliste français. Membre de l'Académie française                                                                                            | 82       |        |
| 30 avril      | Corinne Rey-Bellet              | skieuse alpine suisse | 33       |        |
| 30 avril      | Paul Spiegel (en)               | journaliste allemand. Président du Conseil central des Juifs d'Allemagne                                                                                                | 68       |        |
| 30 avril      | Pramoedya Ananta Toer           | écrivain indonésien | 81       |        |
| date inconnue | Sacha Chimkevitch               | peintre français d'origine polonaise | 85       |        |
| date inconnue | Ruggero Giangiacomi             | peintre italien | 75 ou 76 |        |